# Улица Дмитрия Чижевского

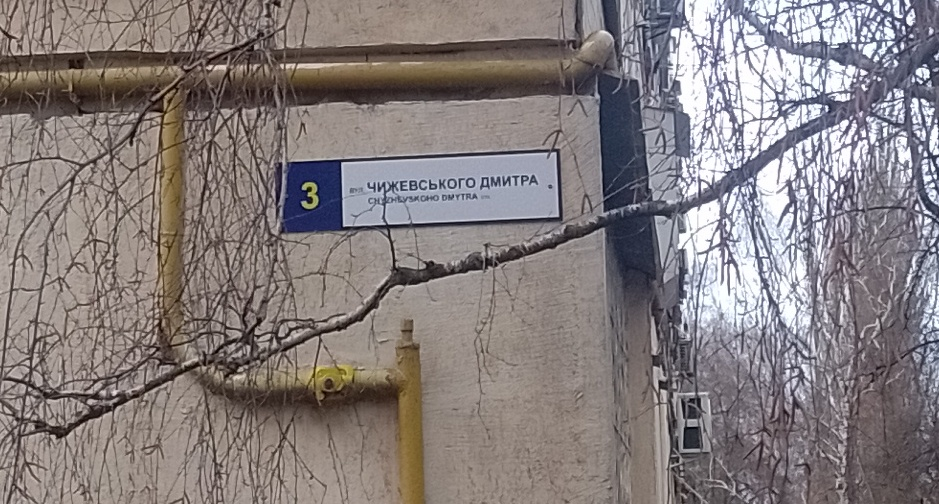
Табличка на улице Дмитрия Чижевского, Киев

Улица Дмитрия Чижевского (до 2022 года — Петра Чаадаева) (укр. Вулиця Дмитра Чижевського) — улица в Святошинском районе города Киева, исторически сложившаяся местность жилой массив Никольская Борщаговка. Пролегает от улицы Якуба Коласа до улицы Жмеринская.
Нет примыкающих улиц.

## История
Новая улица № 7 спроектирована в 1960-е годы. Застраивалась вместе с другими улицами нового жилмассива Никольская Борщаговка.
27 декабря 1971 года Новая улица № 7 жилого массива Никольская Борщаговка в Октябрьском районе была переименована на улица Петра Чаадаева — в честь русского философа и публициста Петра Яковлевича Чаадаева, согласно Решению исполнительного комитета Киевского городского Совета депутатов трудящихся № 2061 «Про наименование и переименвоание улиц г. Киева» ( «Про найменування та перейменування вулиць м. Києва»).
В процессе дерусификации городских объектов, 28 октября 2022 года улица получила современное название — в честь российского и немецкого слависта Дмитрия Ивановича Чижевского.

## Застройка
Улица пролегает в северо-западном направлении. Парная и непарная стороны улицы заняты многоэтажной жилой застройкой, промышленными (комбинат) и коммунальными (котельная) предприятиями и учреждениями обслуживания.
Учреждения:
1. дом № 3А — центр комплексной реабилитации для лиц с инвалидностью Святошинского района
2. дом № 7 — Киевский мукомольно-крупяной комбинат